# Ricardo López
Ricardo „El Finito” López Nava (ur. 25 lipca 1966 w Cuernavaca) – meksykański bokser, zawodowy mistrz świata kategorii słomkowej i junior muszej, jeden z nielicznych czempionów, którzy nigdy nie doznali porażki na zawodowym ringu.

## Kariera zawodowa
Rozpoczął karierę boksera zawodowego w 1985. Po wygraniu pierwszych 23 walk w kolejnej zdobył tytuł mistrza kontynentalnego Ameryk organizacji World Boxing Council w wadze słomkowej. Po kolejnych dwóch zwycięstwach zmierzył się w walce o tytuł mistrza świata WBC z dotychczasowym czempionem Hideyukim Ohashim z Japonii. 25 października 1990 w Tokio López zwyciężył przez techniczny nokaut w 5. rundzie i został nowym mistrzem świata. W obronie tytułu stawał 21 razy, przy czym w 20. obronie odebrał tytuł mistrzowi świata organizacji World Boxing Organization Alexowi Sánchezowi, a w kolejnej zremisował z niepokonanym mistrzem świata World Boxing Association Rosendo Álvarezem.

### Wykaz walk Lópeza w obronie pasa WBC w wadze słomkowej
| Data                      | Miejsce       | Oponent                | Narodowość       | Wynik                           | Źródło |
| ------------------------- | ------------- | ---------------------- | ---------------- | ------------------------------- | ------ |
| 19 maja 1991(dts)         | Shizuoka      | Kimio Hirano           | Japonia          | techniczny nokaut w 8. rundzie  | [ 2 ]  |
| 21 grudnia 1991(dts)      | Incheon       | Lee Kyung-young        | Korea Południowa | zwycięstwo na punkty            | [ 3 ]  |
| 16 marca 1992(dts)        | Meksyk        | Pretty Boy Lucas       | Filipiny         | zwycięstwo na punkty            | [ 4 ]  |
| 22 sierpnia 1992(dts)     | Ciudad Madero | Singprasert Kittikasem | Tajlandia        | nokaut w 5. rundzie             | [ 5 ]  |
| 11 października 1992(dts) | Tokio         | Rocky Lin              | Tajwan           | nokaut w 2. rundzie             | [ 6 ]  |
| 31 stycznia 1993(dts)     | Pohang        | Oh Kwang-soo           | Korea Południowa | techniczny nokaut w 9. rundzie  | [ 7 ]  |
| 3 lipca 1993(dts)         | Nuevo Laredo  | Saman Sorjaturong      | Tajlandia        | techniczny nokaut w 2. rundzie  | [ 8 ]  |
| 9 września 1993(dts)      | Bangkok       | Toto Pongsawang        | Tajlandia        | techniczny nokaut w 11. rundzie | [ 9 ]  |
| 18 grudnia 1993(dts)      | Stateline     | Manny Melchor          | Filipiny         | nokaut w 11. rundzie            | [ 10 ] |
| 7 maja 1994(dts)          | Las Vegas     | Kermin Guardia         | Kolumbia         | zwycięstwo na punkty            | [ 11 ] |
| 17 września 1994(dts)     | Las Vegas     | Surachai Saengmorakot  | Tajlandia        | techniczny nokaut w 1. rundzie  | [ 12 ] |
| 12 listopada 1994(dts)    | Meksyk        | Javier Varguez         | Meksyk           | techniczny nokaut w 8. rundzie  | [ 13 ] |
| 10 grudnia 1994(dts)      | Monterrey     | Yamil Caraballo        | Kolumbia         | techniczny nokaut w 1. rundzie  | [ 14 ] |
| 1 kwietnia 1995(dts)      | Stateline     | Andy Tabanas           | Filipiny         | techniczny nokaut w 12. rundzie | [ 15 ] |
| 16 marca 1996(dts)        | Las Vegas     | Ala Villamor           | Filipiny         | nokaut w 8. rundzie             | [ 16 ] |
| 29 czerwca 1996(dts)      | Indio         | Kitichai Preecha       | Tajlandia        | nokaut w 3. rundzie             | [ 17 ] |
| 9 listopada 1996(dts)     | Las Vegas     | Morgan Ndumo           | RPA              | techniczny nokaut w 6. rundzie  | [ 18 ] |
| 7 grudnia 1996(dts)       | Indio         | Park Myong-sup         | Korea Południowa | techniczny nokaut w 1. rundzie  | [ 19 ] |
| 29 marca 1997(dts)        | Las Vegas     | Mongkol Charoen        | Tajlandia        | zwycięstwo na punkty            | [ 20 ] |
| 23 sierpnia 1997(dts)     | Nowy Jork     | Alex Sánchez           | Portoryko        | techniczny nokaut w 5. rundzie  | [ 21 ] |
| 7 marca 1998(dts)         | Meksyk        | Rosendo Álvarez        | Nikaragua        | techniczny remis po 7. rundzie  | [ 22 ] |

Remis z Álvarezem został ogłoszony po przypadkowym zderzeniu się bokserów głowami w 7. rundzie, co spowodowało kontuzję Lópeza. Obaj bokserzy zachowali swoje tytuły (López – WBC, a Álvarez – WBA). Walka rewanżowa odbyła się 13 listopada 1998 w Las Vegas. Álvarez ważył powyżej limitu wagi słomkowej, więc tytuł WBC nie był stawką pojedynku. López wygrał niejednogłośnie na punkty, a Álvarez odnotował swą pierwszą porażkę w karierze.
López zrezygnował po tej walce z tytułów mistrzowskich w wadze słomkowej i przeniósł się go junior muszej. W pierwszej walce w nowej kategorii 2 października 1999 w las Vegas zdobył  mistrzostwo świata organizacji International Boxing Federation po zwycięstwie na punkty nad obrońca tytułu Willem Grigsbym. Dwukrotnie skutecznie bronił tego mistrzostwa wygrywając z Ratanapolem Sorem Vorapinem 2 grudnia 2000 w Las Vegas przez techniczny nokaut w 3. rundzie i z Zolanim Petelo 29 września 2001 w Nowym Jorku przez nokaut w 8. rundzie.
Po tej walce López zakończył karierę. Został wybrany w 2007 do Międzynarodowej Bokserskiej Galerii Sławy.